# Benjamin F. Funk
Benjamin Franklin Funk (* 17. Oktober 1838 in Funks Grove, McLean County, Illinois; † 14. Februar 1909 in Bloomington, Illinois) war ein US-amerikanischer Politiker. Zwischen 1893 und 1895 vertrat er den Bundesstaat Illinois im US-Repräsentantenhaus.

## Werdegang
Benjamin Funk war der Vater des Kongressabgeordneten Frank H. Funk (1869–1940). Er besuchte die öffentlichen Schulen seiner Heimat und die Wesleyan University in Bloomington. Im Jahr 1862 brach er seine Ausbildung ab, um während des Bürgerkrieges für fünf Monate im Heer der Union zu dienen. Anschließend setzte er seine unterbrochene Ausbildung fort. Danach betätigte er sich in der Landwirtschaft. Im Jahr 1869 zog er nach Bloomington, wo er als Mitglied der Republikanischen Partei eine politische Laufbahn einschlug. Zwischen 1871 und 1876 sowie nochmals von 1884 bis 1886 war er Bürgermeister seiner neuen Heimatstadt. Er wurde Kurator der Blindenanstalt in Jacksonville. Über 20 Jahre lang leitete er das Kuratorium der Wesleyan University. Im Juni 1888 war Funk Delegierter zur Republican National Convention in Chicago, auf der Benjamin Harrison als Präsidentschaftskandidat nominiert wurde.
Bei den Kongresswahlen des Jahres 1892 wurde Funk im 14. Wahlbezirk von Illinois in das US-Repräsentantenhaus in Washington, D.C. gewählt, wo er am 4. März 1893 die Nachfolge des Demokraten Owen Scott antrat. Da er im Jahr 1894 von seiner Partei nicht mehr zur Wiederwahl nominiert wurde, konnte er bis zum 3. März 1895 nur eine Legislaturperiode im Kongress absolvieren. Nach dem Ende seiner Zeit im US-Repräsentantenhaus arbeitete Benjamin Funk wieder in der Landwirtschaft. Er starb am 14. Februar 1909 in Bloomington, wo er auch beigesetzt wurde.